# 于格 (宮相)
于格（亦稱楚克（Chuc，—620年），是7世紀初法蘭克王國奧斯特拉西亞的貴族，後擔任奧斯特拉西亞宮相（616年—618年），活躍於國王克洛泰爾二世統治時期。

## 生平
于格的出身不明，其名「于格」（Hugues）在法蘭克貴族中極為罕見。
于格首次見於文獻記載為616年3月26日，聖伯特蘭在遺囑中提到：克洛泰爾二世將一名為奧蕾莉安娜（Aureliana，亞維農主教迪納姆斯（Dynamus）之妻）的財產，分配給宮相貢多蘭與于格。
此外，《弗萊德加編年史》記載：

克洛泰爾統治第三十四年（617年），倫巴第國王阿吉洛夫派遣三位貴族使節——阿吉烏爾夫（Agiulf）、龐佩吉（Pompège）與高頓（Gauton）——請求克洛泰爾免除倫巴第每年向法蘭克支付的12,000索利都斯金幣。
使節暗中向三位重臣行賄：瓦納查爾二世獲1,000索利都斯金幣，貢多蘭獲1,00索利都斯金幣及楚克獲1,000索利都斯金幣，並向克洛泰爾進獻36,000索利都斯金幣。國王遂免除倫巴第貢賦，與其立誓永結盟好。
——《弗萊德加編年史》